# Lafeuillade-en-Vézie
Lafeuillade-en-Vézie è un comune francese di 599 abitanti situato nel dipartimento del Cantal nella regione dell'Alvernia-Rodano-Alpi.

## Società

### Evoluzione demografica
Abitanti censiti